# Borotice, Příbram
Borotice là một làng thuộc huyện Příbram, vùng Středočeský, Cộng hòa Séc.